# Kulhwch
Kulhwch ['kilhux] oder auch Culhwch ist in der walisischen Mythologie der Sohn von Goleuddydd, die ihr Kind in einer Schweinekuhle gebiert. Deshalb erhält der Knabe den Namen Kulhwch (kymrisch: kil, „der Koben“, „die Kuhle“, hwch, „das Schwein“, Birkhan übersetzt Cul-hwch, „mageres Schwein“, „Jungschwein“).
Die walisische Sage Mal y kavas Kulhwch Olwen („Wie Kulhwch Olwen errungen hat“), kurz Kulhwch ac Olwen („Kulhwch und Olwen“) genannt, ist in der Sammelhandschrift Llyfr Gwyn Rhydderch („Das weiße Buch des Rhydderch“) aufgezeichnet. Benannt ist sie nach dem Auftraggeber der Schrift Rhydderch ab Ienan Llwyd (* um 1324, † um 1398) aus Parcrhydderch, und sie wurde Mitte des 14. Jahrhunderts im Kloster Strata Florida bei Aberystwyth verfasst. Der wichtigste Teil des „weißen Buches“ sind die Pedeir Keinc y Mabinogi („Vier Zweige des Mabinogi)“.

## Mythologie

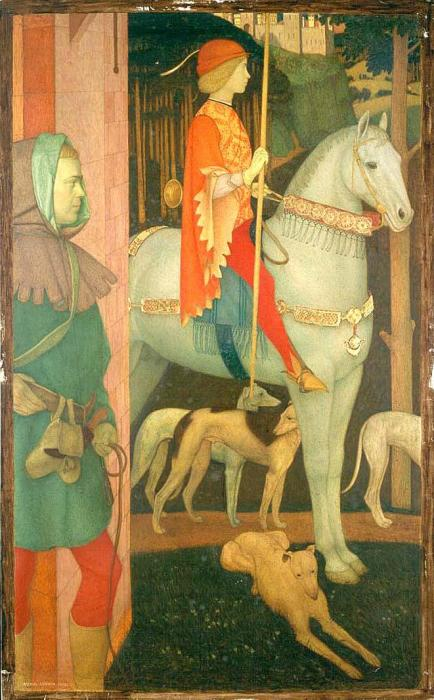
Kulhwch am Hofe von König Arthur

Da der jugendliche Held Kulhwch nicht die Tochter der zweiten Frau seines Vaters Cilydd heiraten will, begibt er sich auf dessen Anraten an den Hof König Arthurs. Prächtig ausgerüstet kommt er an der Pforte des Königshofes an. 
Der Knabe ritt auf einem vier Winter alten, hohlhufigen Ross mit glänzend grauem Kopf, gelenkkräftigen Beinen und aufgezäumt mit einem Zaumzeug von goldenen Röhrchen. Er saß auf einem goldenen Sattel und hatte zwei scharfe Silberspeere in der einen Hand, […] um die Hüfte ein  Schwert mit Goldgriff und goldener Klinge, einen goldgetrieben kleinen Rundschild, […] Um ihn ein viereckiger Purpurmantel und in jeder seiner Ecken ein rotgoldener Apfel, deren jeder hundert Kühe wert war.
Dort dringt er durch eine magische Schmähung (kymrisch: anghlod, irisch: Glám dícenn) gegen den Türhüter Glewlwyd Gafaelfawr bis in den Thronsaal vor.
Wenn du das Tor öffnest, ist es gut, wenn du nicht öffnest, werde ich Schmähreden gegen deinen Herren und Schandworte gegen dich vorbringen. Und ich werde drei Schreie bei der Tür dieses Tores ausstoßen, […] Und welche von den Frauen am Hof schwanger ist, wird eine Fehlgeburt haben und denjenigen von ihnen, die nicht schwanger sind, wird sich der Schoß schmerzlich verkehren, so dass sie von heute an niemals mehr eine Leibesfrucht empfangen werden.
Daraufhin wird er sofort vorgelassen und verlangt von Arthur als nicht ablehnbare Bitte, dass ihm dieser das Haar schneiden und die Hand von Olwen, der Tochter Ysbaddadens, verschaffen möge. Der Haarschnitt durch den König war ein Initiationsritus und gleichzeitig eine Unterwerfungsgeste. Nun sendet der König Späher aus, die Ysbaddadens Burg finden sollen, aber sie kehren unverrichteter Dinge wieder zurück.
Mit Hilfe von fünf Gefährten, darunter Mabon und Govannon, findet Kulhwch schließlich die Burg des Riesen. Bei Ysbaddadens Bruder, dem riesigen Schafhirten Custenhin wollen sie sich Rat holen. Aber erst als Custenhins Frau in Kulhwch den Sohn ihrer Schwester Goleuddydd erkennt, ist er dazu bereit. Er lädt Olwen ein, ihn zu besuchen und dabei gesteht Kulhwch ihr seine Liebe. Aber das Mädchen macht ihm klar, dass ihr Vater dem nur unter schwierigen Bedingungen zustimmen werde. Er müsse nämlich nach ihrer Verlobung sterben, so laute seine cynnedyf (Verpflichtung, Tabu). Dreimal versucht daraufhin Kulhwch mit Ysbaddaden zu sprechen, dreimal wirft dieser eine Steinspeer nach ihm, erst beim vierten Mal gibt er seine Bedingungen bekannt.
Da fragte der Oberriese Ysbaddaden: „Bist du es, der meine Tochter verlangt?“ – „Ich bin es, der sie verlangt.“ – „Ich wünsche dein Versprechen, dass du mit mir ehrlich handel wirst.“ – „Du hast es.“ – „Wenn ich erhalte, was ich dir nennen werde, so wirst du meine Tochter erhalten.“ – „Nenne, was du nennen willst.“
Ysbadadden verlangt nun die Lösung von vierzig Aufgaben, wobei Kulhwch jedes Mal stereotyp antwortet: 
„Das ist für mich leicht zu erfüllen, auch wenn du glauben magst, dass es schwierig sei.“
Dazu gehört neben anderem der Raub des mythischen Kessels von Dyrnwch, der in Irland zu finden ist. Mit dem Schiff Prydwen segeln Artus, Kulhwch und die anderen Gefährten von Wales nach Irland und mit dem Kessel wieder zurück (siehe auch Preiddeu Annwfn). Die gefährlichsten Aufgaben sind, dass Kulhwch mit Hilfe von Arthur und Gwynn fab Nudd die Hauer des Ebers Ysgithyrwyn, sowie Kamm und Schere, die der Eber Twrch Trwyth zwischen seinen Ohren trägt, erringen muss. Als letzte Aufgabe sei noch das Blut der „Schwarzen Hexe“ zu bekommen, wobei Gwythyr eine wichtige Rolle spielt. Mit Hilfe von Arthur gelingt die Lösung der Aufgaben und Ysbaddaden muss der Hochzeit seiner Tochter zustimmen. Mit den Hauern, dem Eberkamm und der Schere wird der Riese „gekämmt und rasiert“, Kulhwchs Gefährten scheren ihm Bart und Haupthaar samt der Haut, schneiden ihm die Ohren ab und zum Schluss schlägt ihm Goreu den Kopf ab. So geht die Prophezeiung in Erfüllung und Ysbaddaden stirbt bei Olwens Hochzeit.
Bei der Erfüllung der Aufgaben (anoetheu) spielt Kulhwch fast immer nur eine Zuschauerrolle, die Arbeit wird von König Arthur und seinen Gefährten vollbracht.
Auch in den Englynion y Clyweid („Die Sprüche der Weisen“) wird Kulhwch erwähnt.